# Acomys seurati
Acomys seurati é uma espécie de roedor da família Muridae.
Apenas pode ser encontrada na Argélia.
Os seus habitats naturais são: áreas rochosas e desertos quentes.